# Kenderes
Kenderes – miasto na Węgrzech, w Komitacie Jász-Nagykun-Szolnok, w powiecie Karcag.

## Znani Węgrzy
Miejsce urodzenia i pochówku Miklósa Horthy.